# 北条朝貞
北条 朝貞（ほうじょう ともさだ、生年未詳 - 元弘3年5月22日（1333年7月4日））は、鎌倉時代末期の武将。北条氏の一門。名越流・北条時基の嫡男。母は二階堂行久の娘。中務大輔。名越朝貞とも。
正和4年（1315年）3月8日の鎌倉大火で被災したことが、『公衡公記』に記述されている。朝貞の事跡について詳細は不明だが、この被災の記録から、幕府要職にある有力者であったと考えられる。
元弘3年（1333年）5月22日、東勝寺にて北条一門と共に自害。『太平記』の「小町中務太輔朝実」は朝貞と見られる。
玉葉和歌集に歌が収録されていることが『尊卑分脈』に注記されており、歌人であったと考えられる。